# Everything I've Known
Everything I've Known è un singolo del gruppo musicale statunitense Korn, pubblicato il 12 aprile 2004 come terzo estratto dal sesto album in studio Take a Look in the Mirror.

## Descrizione
Settima traccia dell'album, il significato del brano è stato spiegato dal frontman Jonathan Davis durante un'intervista: 

## Tracce
1. Everything I've Known – 3:35

## Formazione
- Jonathan Davis – voce
- Wally Balljacker – batteria
- James the Gorilla – chitarra
- Sir Headly – chitarra
- Dog – basso

## Classifiche
| Classifica (2004)             | Posizione massima |
| ----------------------------- | ----------------- |
| Stati Uniti (mainstream rock) | 30                |